# Heteroteuthis dispar
Heteroteuthis dispar (лат.) — вид головоногих моллюсков из семейства сепиолиды (Sepiolidae). Небольшой глубоководный моллюск, обитающий в северной части Атлантического океана и Средиземном море.

## Таксономия
Heteroteuthis dispar — глубоководный вид, о котором известно относительно мало из-за сложности наблюдения за ним в природе. Его описание очень похоже на описание Heteroteuthis hawaiiensis, который встречается в центре северной части Тихого океана. Секвенирование ДНК должно в конечном итоге прояснить вопрос, не являются ли они одним видом.

## Распространение
Heteroteuthis dispar встречается в Средиземном море и Атлантическом океане. Ареал включает широкую полосу от юго-западной Ирландии на юг до прибрежных окраин Западной Африки, через Бермудские острова, Карибское море и восточные окраины Соединенных Штатов на север до Мэриленда. Западные и восточные атлантические популяции могут быть изолированы.

## Внешний вид и строение
Имеется пять пар конечностей. Руки 1 и 2 слиты у основания, и каждая из них является гектокотилем у самца. Руки 3 имеют две или три сильно увеличенные присоски на проксимальном конце и несколько умеренного размера на дистальном конце. Руки 3 и 4 длиннее остальных. У самки руки 1 и 2 не имеют присосок на дистальных концах. Ловчие руки втягивающиеся, тонкие и похожие на кнут, с короткой булавой с восемью рядами микроскопически маленьких присосок.
Воронка находится под головой, а запирающий аппарат имеет глубокую изогнутую канавку и наклонную заднюю ямку. Край мантии отделен от головы, а шейный хрящ либо свободен, либо сращен. С нижней стороны мантийный щиток ограничен передней частью мантии. Плавники довольно короткие и прикреплены к задней части мантии, из которой они выступают вперед. Длина мантии у взрослой самки составляет около 25 миллиметров.

## Биология
Самец Heteroteuthis dispar производит сперматофор или пакет спермы, который передается самке до того, как она станет половозрелой. Она сохраняет его и использует в оптимальное время для оплодотворения. Сперматофор большой, составляет около 3 % ее веса, и поэтому отягощает ее. Такая репродуктивная практика может быть связана с тем, что найти партнера глубоко в океане в подходящее время сложно.
Этот вид встречается в мезопелагической зоне океана на глубине до 1600 метров. Нерест происходит на дне, а параличинки живут на еще больших глубинах, до 3000 метров. Взрослые особи часто живут группами на глубине от 200 до 300 метров, часто в районах, где встречаются креветки. Хищники, которые питаются этим кальмаром, включают
серых дельфинов (Grampus griseus), чёрную колючью акулу (Etmopterus spinax), черноротую акулу (Galeus melastomus), кошачью акулу (Scyliorhinus canicula), меч-рыбу (Xiphias gladius) и длиннопёрого тунца (Thunnus alalunga).
Heteroteuthis dispar может быть биолюминесцентным, испуская свет из фотофоров, содержащих бактериальных симбионтов. Большой фотофор находится на нижней стороне и содержит две поры, через которые выдавливается люминесцентный материал. Радужная крышка затвора помогает фильтровать и контролировать свет. Моллюск также может выделять биолюминесцентную слизь из желез около чернильного мешка. Она может быть выпущена в воду через воронку, и считается, что светящееся облако ослепляет или сбивает с толку хищников на достаточно долгое время, чтобы моллюск смог сбежать.